# Franciszek Dębski
Franciszek Dębski (ur. 1927, zm. 21 lutego 2014) – polski pedagog, działacz kulturalny i harcerski, harcmistrz i instruktor zuchowy. Redaktor pisma „Sulimczyk”, współautor podręczników metodycznych dla wychowawców zuchowych. 

## Życiorys
Od 1935 r., należał do zuchów, a następnie do harcerstwa w Sowlinach koło Limanowej, będąc związanym z harcerstwem aż do śmierci. Na początku lat 50. XX wieku, kierował domami harcerza na terenie województwa krakowskiego jako pracownik Komendy Wojewódzkiej ZHP w Krakowie. Był jednym z inicjatorów reaktywowania ruchu zuchowego w 1956 r., oraz autorem projektu znaczka zuchowego. Piastował wiele odpowiedzialnych funkcji w lokalnych i krajowych strukturach harcerskich w tym między innymi: członka komendy Krakowskiej Chorągwi Harcerstwa, sekretarza Rady Przyjaciół Harcerstwa, członka Harcerskiej Rady Resortowej przy Ministrze Kultury i Sztuki, wiceprzewodniczącego Komisji Historycznej Krakowskiej Chorągwi ZHP itp. 
Był kierownikiem Krajowej Rady Zuchmistrzów w latach 1989–1990, a także współzałożycielem i wiceprezesem Stowarzyszenia Harcerzy i Harcerek Dorosłych „Bractwo Zawiszy Czarnego” powołanego do życia w 1994 r. W 1989 r., był także wiceprzewodniczącym Rady Seniorów ZHP.
Zawodowo związany z kulturą, piastował między innymi funkcje dyrektora Młodzieżowego Domu Kultury im. dra Henryka Jordana w Krakowie przy ul. Krowoderskiej 8, a także zastępcy dyrektora Wydziału Kultury i Sztuki Urzędu Miasta Krakowa do spraw upowszechniania kultury, oraz dyrektora Wydziału Kultury i Sztuki Urzędu Wojewódzkiego w Tarnowie.
Dębski zmarł w 2014 r. i pochowany został 28 lutego na Cmentarzu Rakowickim w Krakowie (cmentarzu wojskowym przy ul. Prandoty).

## Wybrane odznaczenia
- Krzyż Komandorski Orderu Odrodzenia Polski
- Krzyż Oficerski Orderu Odrodzenia Polski
- Krzyż Kawalerski Orderu Odrodzenia Polski
- Złoty Krzyż Zasługi
- Srebrny Krzyż Zasługi
- Brązowy Medal „Za zasługi dla obronności kraju”
- Medal Komisji Edukacji Narodowej
- Złoty Medal „Opiekun Miejsc Pamięci Narodowej”
- Złoty Krzyż „Za Zasługi dla ZHP”
- Odznaka „Zasłużony Działacz Kultury”